# منتخب ليبيا لكرة القدم الخماسية
هو منتخب كرة القدم الخماسية لليبيا والمسؤول عنه الاتحاد العام الليبي لكرة القدم Libyan Football Federation .

## انجازات الفريق
- بطل البطولة العربية الثالثة لكرة القدم داخل الصالات 2008 - ليبيا
- بطل البطولة العربية الرابعة لكرة القدم داخل الصالات 2008 - ليبيا
- بطل البطولة الأفريقية لكرة القدم الخماسية 2008 - ليبيا
- المترشح الأول من إفريقيا إلى نهائيات كأس العالم لكرة القدم داخل الصالات 2008 بالبرازيل

## تشكيلة المنتخب
| - مدرب المنتخب ماتو ستانكوفيتش - حراسة المرمى محمد الشريف أفضل حارس في البطولة الأفريقية لكرة القدم الخماسية 2008( أفضل حارس في بطولة البرتغال الدولية لكرة القدم الخماسية (2008) - حراسة المرمى حمدي علي - حراسة المرمى فاتح محمد - 4 ناجي عبد الله بلقاسم التومي - 9 محمد شحوت أفضل لاعب في البطولة الأفريقية لكرة القدم الخماسية 2008 - 10 محمد ارحومة أحمد - 6 ربيع الحوتي - 14 عبد الرؤوف ناصر خير - 2 يوسف محمد إبراهيم - عمر المهدوي - 3 عبد الواحد محمد يحي - 5 عادل ناجي حامد - 12 محمد علي الشريف - 13 نبيل عمران عبد الرحيم - 15 سامي عبد السلام عبود - 7 حمدي إسماعيل الشوين - عبد الواحد عبد السلام |

## سجل البطولات

### كأس العالم
- 1989 - لم يشارك
- 1992 - لم يشارك
- 12- لم يترشح
- 2000 - لم يشارك
- 2004 - لم يترشح
- 2008 - ترشح
- 2012 -ترشح

### بطولة أفريقيا
- 1996 - لم يشارك
- 2000 - الترتيب الثالث
- 2004 - لم يشارك
- 2008 - البطل

### البطولة العربية
- 1998 - الترتيب الثالث
- 2005 - الترتيب الرابع
- 2007 - البطل
- 2008 - البطل

### كأس شمال أفريقيا
- 2005 - البطل
- 2009 - البطل

### كأس الربيع العربي لكرة الصالات
- 2012 - البطل

## كأس 2 مارس
- 2009 - البطل
- 2010 - البطل